# Вальд (Баден-Вюртемберг)
Вальд (нім. Wald) — громада в Німеччині, знаходиться в землі Баден-Вюртемберг. Підпорядковується адміністративному округу Тюбінген. Входить до складу району Зігмарінген. Площа — 43,87 км2. Населення становить 2687 ос. (станом на 31 грудня 2020).

## Географія

### Адміністративний поділ
Громада складається з таких районів:
| Герб           | Назва           | Населення (Станом на: 31 грудня 2010) | Площа (Станом на: 31 грудня 2010) | Площа (Станом на: 31 грудня 2010) |
| -------------- | --------------- | ------------------------------------- | --------------------------------- | --------------------------------- |
| Wald           | Вальд (центр)   | 843                                   | 829,67 га                         | 8.296.663 м²                      |
| Glashütte      | Гласгютте       | 097                                   | 178,74 га                         | 1.787.422 м²                      |
| Hippetsweiler  | Гіппетсвайлер   | 201                                   | 346,53 га                         | 3.465.280 м²                      |
| Kappel         | Каппель         | 105                                   | 334,67 га                         | 3.346.700-м                       |
| Reischach      | Райшах          | 067                                   | 217,63 га                         | 2.176.316 м²                      |
| Riedetsweiler  | Рідецвайлер     | 083                                   | 203,53 га                         | 2.035.330 м²                      |
| Rothenlachen   | Ротенлахен      | 038                                   | 218,18 га                         | 2.181.181 м²                      |
| Ruhestetten    | Руештеттен      | 174                                   | 642,40 га                         | 6.424.040 м²                      |
| Sentenhart     | Зентенгарт      | 340                                   | 575,81 га                         | 5.758.099 м²                      |
| Walbertsweiler | Вальбертсвайлер | 639                                   | 839,62 га                         | 8.396.239 м²                      |

## Галерея

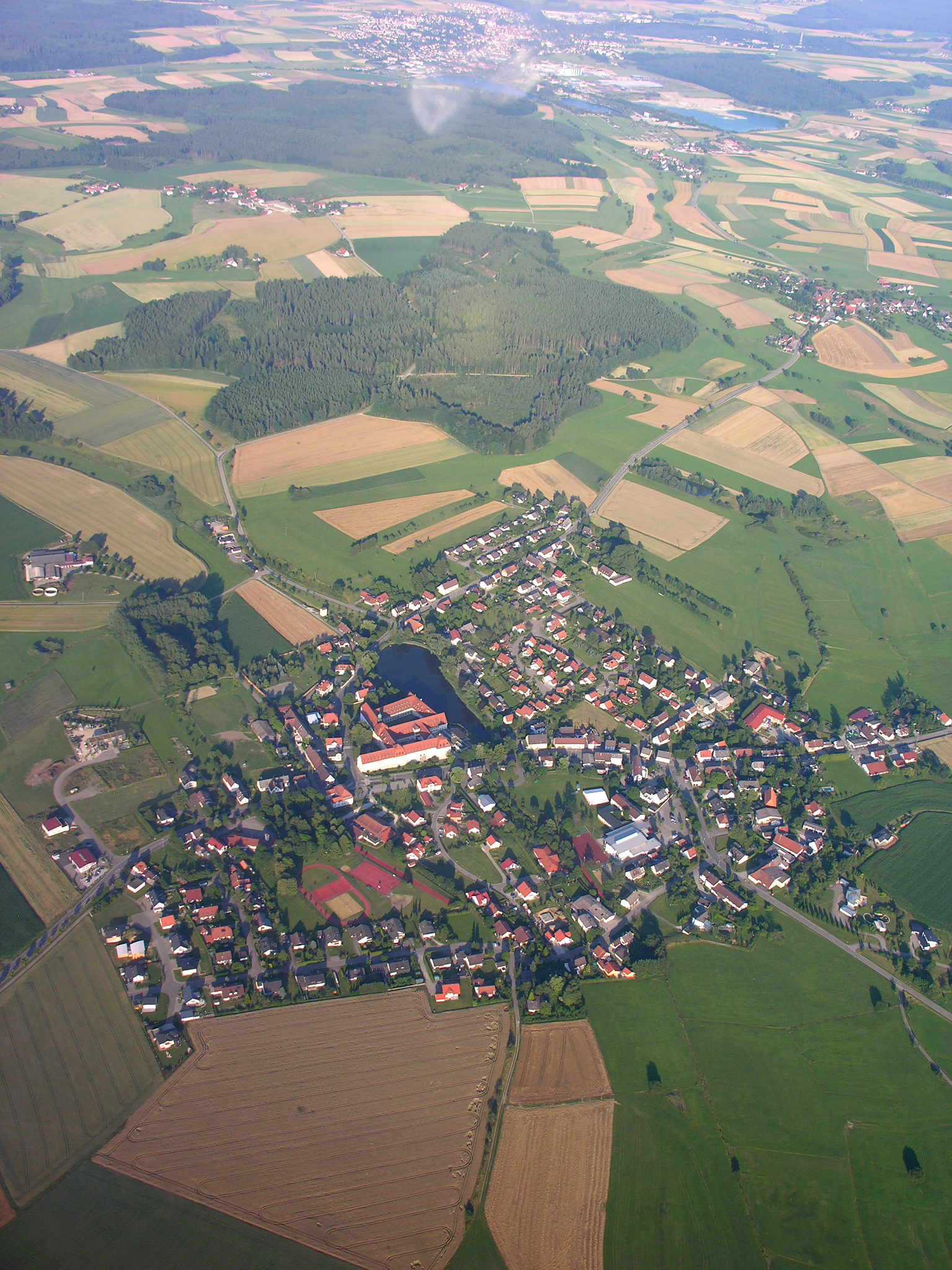
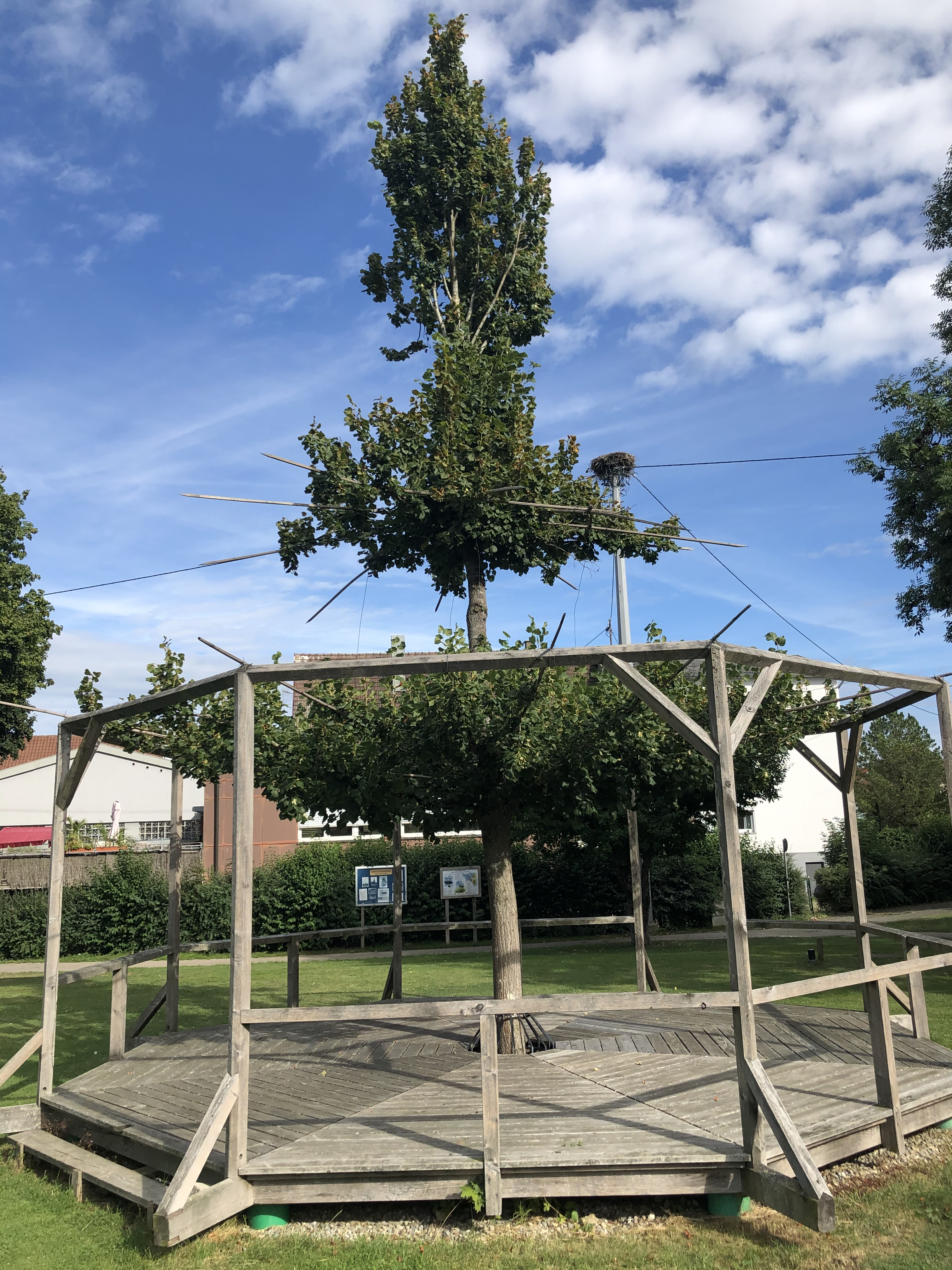
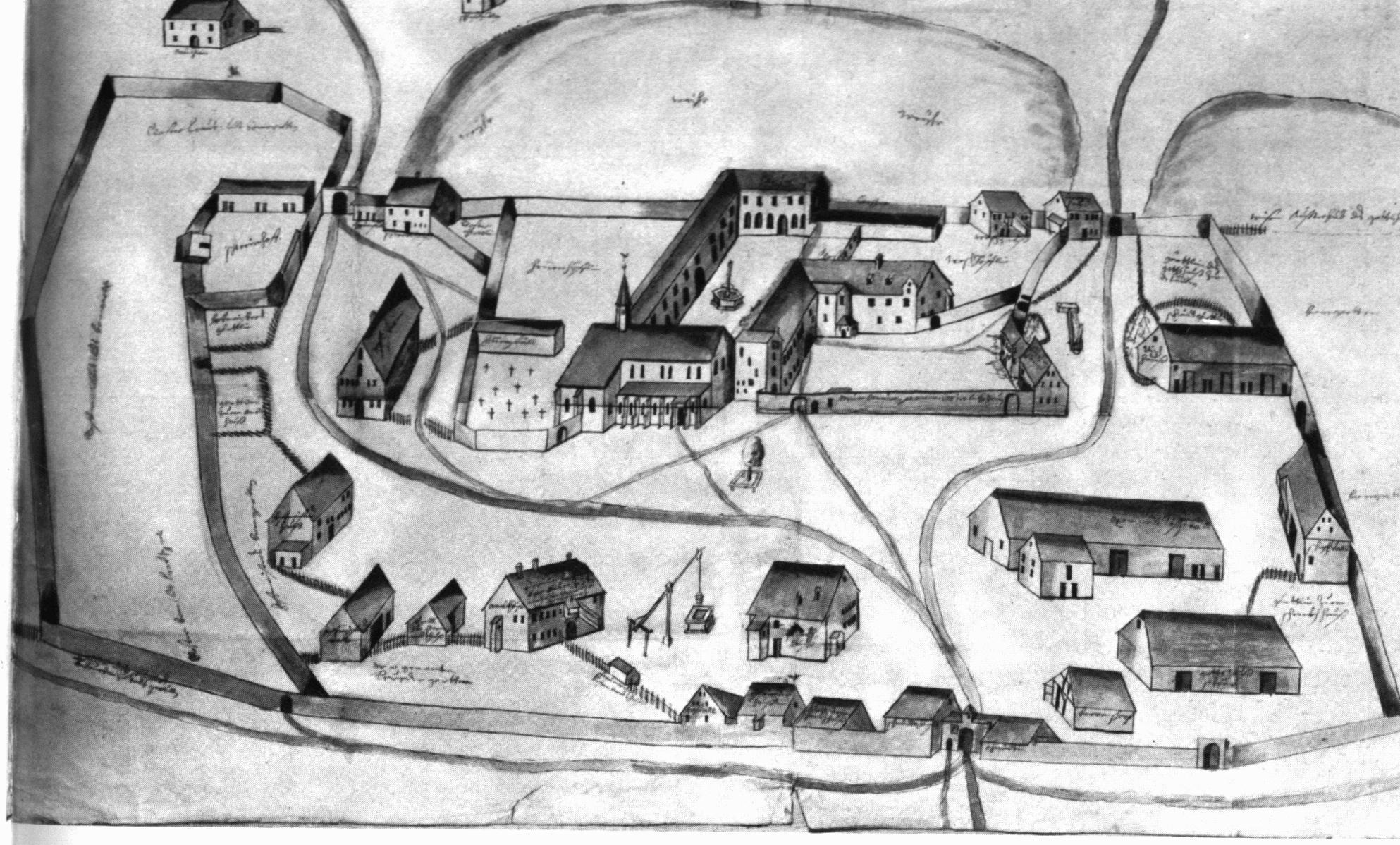
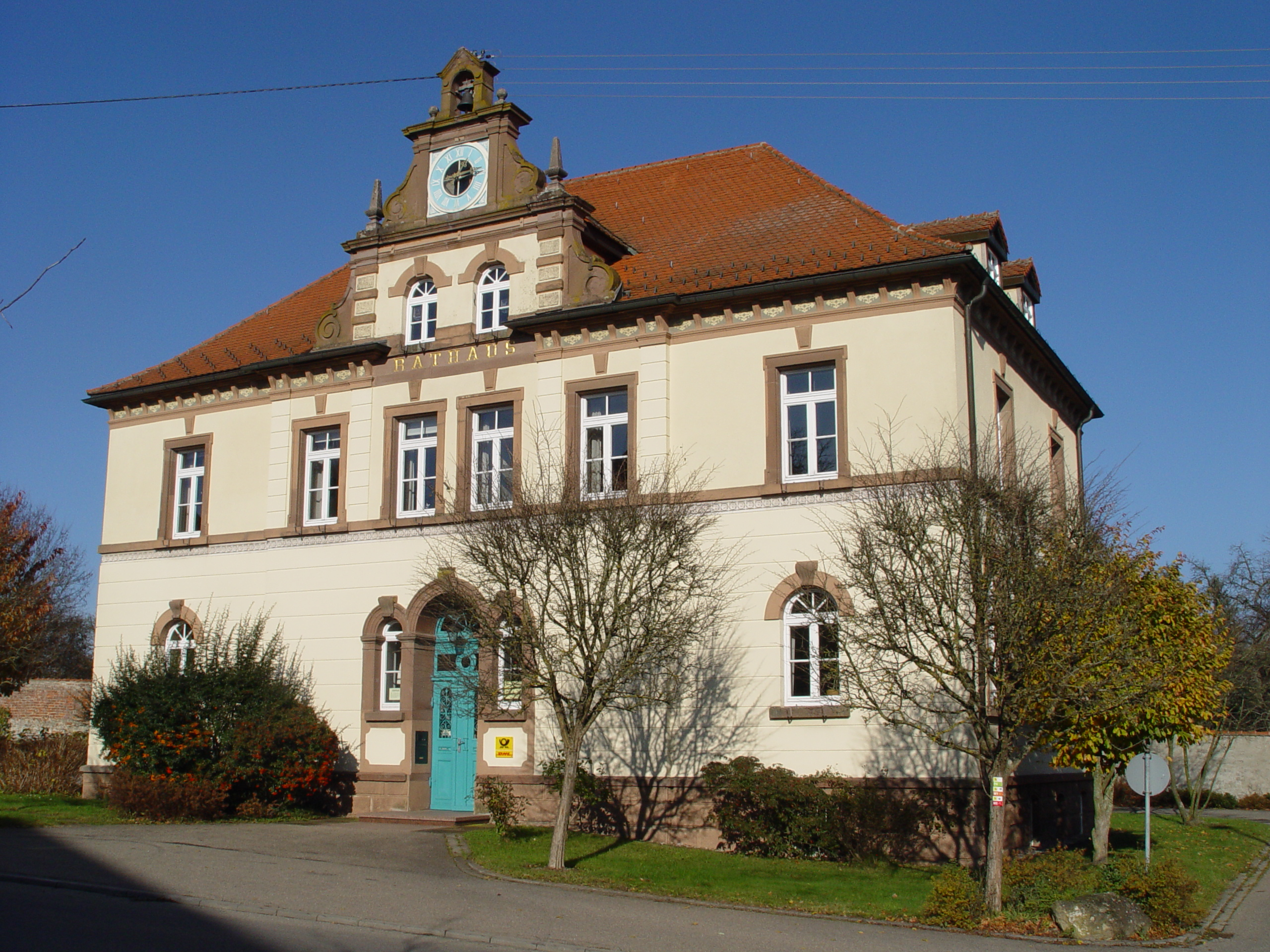
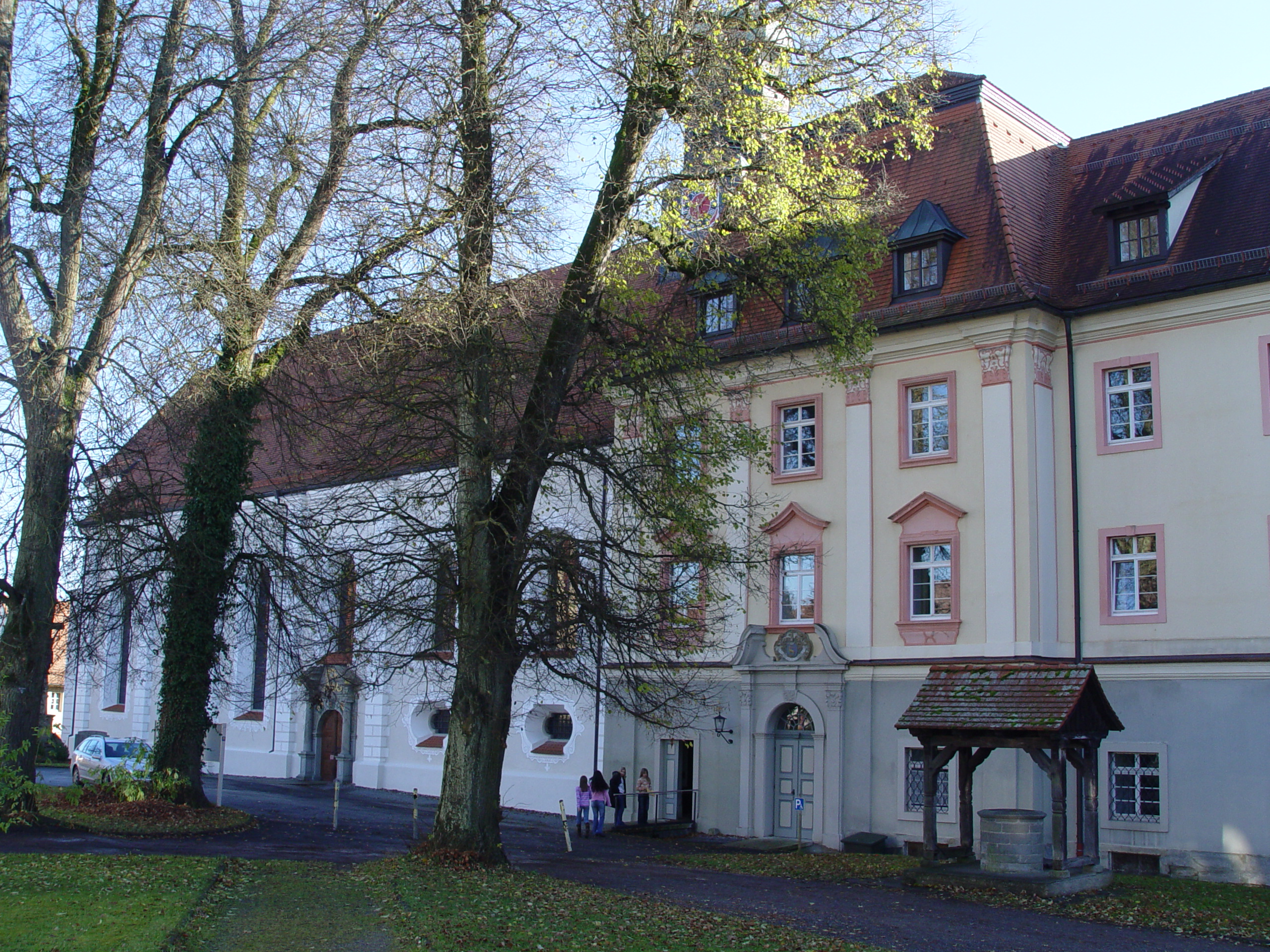
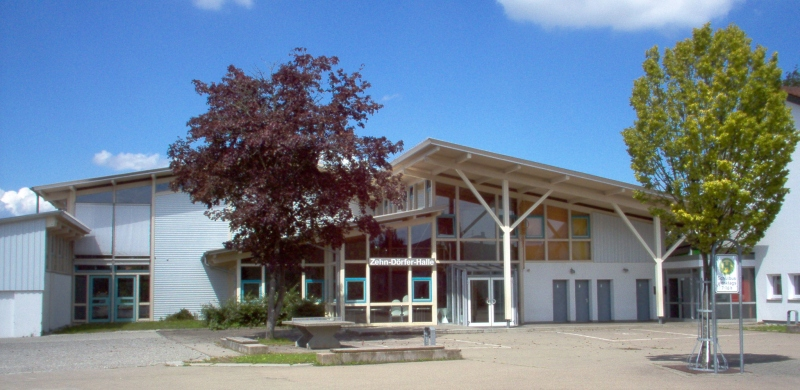